# Forrestopius kirti
Forrestopius kirti är en stekelart som beskrevs av Ian D. Gauld och Sithole 2002. Forrestopius kirti ingår i släktet Forrestopius och familjen brokparasitsteklar. Inga underarter finns listade i Catalogue of Life.